# Oleg Pavlovics Tabakov
Oleg Pavlovics Tabakov (oroszul: Олег Павлович Табаков; Szaratov, 1935. augusztus 17. – Moszkva, 2018. március 12.) szovjet-orosz színész és rendező.

## Élete
1957 óta a legendás moszkvai Szovremennyik Színház egyik alapító alakja volt, és amelyet 1971 és 1982 között irányított. 1983 óta Moszkvai Művészeti Akadémiai Színházban is fellépett. Ugyanitt, a színházi stúdió tanáraként is dolgozott, 1986 és 2000 között pedig az intézmény rektora volt, 2000 óta a művészeti vezetője, 2004 óta pedig az igazgatója.
Színészként és rendezőként gyakran vendégszerepelt külföldi színházakban.

## Ismertebb filmjei
- Mitta: Ragyogj, ragyogj, csillagom! (1970)
- Oblomov
- A tavasz tizenhét pillanata (1973) Walter Schellenberg szerepében
- Rokonok (2005) (magyar film)